# Guoutelesjaure (Hotagens socken, Jämtland)
Guoutelesjaure är en sjö i Krokoms kommun i Jämtland och ingår i Ångermanälvens huvudavrinningsområde. Sjön har en area på 0,178 kvadratkilometer och ligger 896,9 meter över havet. Guoutelesjaure ligger i Gråberget-Hotagsfjällen Natura 2000-område.

## Delavrinningsområde
Guoutelesjaure ingår i det delavrinningsområde (712029-142711) som SMHI kallar för Utloppet av Guoutelesjaure. Medelhöjden är 907 meter över havet och ytan är 2 kvadratkilometer. Det finns inga avrinningsområden uppströms utan avrinningsområdet är högsta punkten. Vattendraget som avvattnar avrinningsområdet har biflödesordning 4, vilket innebär att vattnet flödar genom totalt 4 vattendrag innan det når havet efter 329 kilometer. Avrinningsområdet består mestadels av kalfjäll (91 procent). Avrinningsområdet har 0,18 kvadratkilometer vattenytor vilket ger det en sjöprocent på 8,8 procent.